# Whessoe
Whessoe är en civil parish i kommunen Borough of Darlington i Storbritannien. Den ligger i grevskapet kommunen Borough of Darlington och riksdelen England, i den centrala delen av landet, 400 km norr om huvudstaden London.